# Sînîțivka, Uleanovka
Sînîțivka (în ucraineană Синицівка; până în 1945 a purtat numele: Молдаванка, adică „Moldoveanca”) este o comună în raionul Uleanovka, regiunea Kirovohrad, Ucraina, formată numai din satul de reședință.

## Demografie
Componența lingvistică a comunei Sînîțivka
     Ucraineană (90,28%)
     Română (6,88%)
     Rusă (2,63%)
Conform recensământului din 2001, majoritatea populației comunei Sînîțivka era vorbitoare de ucraineană (90,28%), existând în minoritate și vorbitori de română (6,88%) și rusă (2,63%).